# Lithobius uludagensis
Lithobius uludagensis är en mångfotingart som beskrevs av Matic 1983. Lithobius uludagensis ingår i släktet Lithobius och familjen stenkrypare.
Artens utbredningsområde är Turkiet. Inga underarter finns listade i Catalogue of Life.